# Stollhofener Platte (Naturschutzgebiet)
Das Naturschutzgebiet Stollhofener Platte liegt auf dem Gebiet der Gemeinde Rheinmünster im Landkreis Rastatt in Baden-Württemberg. Es umfasst nur den äußersten Südwesten des Naturraums Stollhofener Platte, nach dem es benannt ist.
Das Gebiet erstreckt sich nordöstlich von Schwarzach und östlich von Stollhofen, beides Ortsteile von Rheinmünster. Es umfasst Flächen südwestlich, südlich und südöstlich des Flughafens Karlsruhe/Baden-Baden. Westlich und nördlich fließt der Rhein und verläuft die Staatsgrenze zu Frankreich. Östlich verläuft die A 5.

## Bedeutung
Für Rheinmünster ist seit dem 21. Dezember 1998 ein 206,0 ha großes Gebiet unter der Kenn-Nummer 2.216 als Naturschutzgebiet ausgewiesen. Es handelt sich um einen großflächigen Biotopkomplex, der „durch über Jahrzehnte sehr extensive Nutzung eines militärischen Sperrgebiets“ entstanden ist. Dieser Biotopkomplex enthält „einzigartige Grünland- und Trockenrasen-Biotoptypen unterschiedlicher Ausprägungen wie Silbergrasfluren, Sandrasen und Straußgraswiesen sowie Heidekrautbestände.“ Es ist eine „von Offenlandbiotopen hochgradig abhängige und darauf spezialisierte Flora und Fauna mit der landesweit höchsten Anzahl der in Sandgebieten vorkommenden Stechimmenarten sowie einem einzigartigen Vorkommen von Großschmetterlingen und vieler anderer gefährdeter Insektenarten.“